# الحرب العدلية الحبشية
كانت الحرب العدلية الحبشية نزاعًا عسكريًا بين الإمبراطورية الإثيوبية وسلطنة العدل التي وقع في الفترة من 1529 إلى 1543. القوات الحبشية تتألف من المجموعات العرقية: أمهرة، تجراي وأجيو. تألفت قوات العدل في معظمها من الصومال، هارلا، عرقوبا، العرب والتشكيلات التي تدعمها
العثمانيين.

## الخلفية
وصل الإسلام إلى القرن الأفريقي في وقت مبكر من شبه الجزيرة العربية، بعد وقت قصير من الهجرة. في أواخر القرن التاسع، كتب اليعقوبي أن المسلمين كانوا يعيشون على طول ساحل شمال الصومال. وذكر أيضًا أن مملكة العدل كانت عاصمتها في المدينة،  مما يشير إلى أن سلطنة العدل مع زيلع كمقر لها يعود إلى القرنين التاسع أو العاشر على الأقل. وفقًا لـإيوان لويس، كان الحكم بيد سلالات صومالية محلية، والتي حكمت أيضًا سلطنة مقديشو القائمة في منطقة بنادير إلى الجنوب. سوف يتسم تاريخ عدل من فترة التأسيس هذه بسلسلة من المعارك مع الحبشة المجاورة. كان مقاتلو أحمد يستخدمون الأقواس والسهام.
بين عامي 1529 و 1543، هزم القائد العسكري الإمام أحمد بن إبراهيم الغازي العديد من الأباطرة الإثيوبيين وشرع في غزو يشار إليه باسم «فتح الحبشة»، الذي تمكن فيه من جعل ثلاثة أرباع الحبشة المسيحية تحت سلطة سلطنة العدل المسلمة. مع وجود جيش مؤلف من الصوماليين،  اقتربت قوات الغازي وحلفائهم العثمانيين من إطفاء المملكة الإثيوبية القديمة. ومع ذلك، فقد نجحت الحبشة في تأمين مساعدة القوات البرتغالية لكريستوفاو دا جاما والحفاظ على دولتهم. لقد استنفدت كلتا المنظمتين في هذه العملية مواردها وقوتها البشرية، مما أدى إلى تقلص كلتا القوتين وتغيير الديناميات الإقليمية لعدة قرون قادمة. يتتبع العديد من المؤرخين أصول العلاقات بين إثيوبيا والصومال العدائية لهذه الحرب. يجادل بعض العلماء أيضًا بأن هذا الصراع أثبت، من خلال استخدامه من كلا الجانبين، قيمة الأسلحة النارية مثل البندقية المصنوعة من أعواد الثقاب والمدافع والأركيبو على الأسلحة التقليدية.

## مسار الحرب

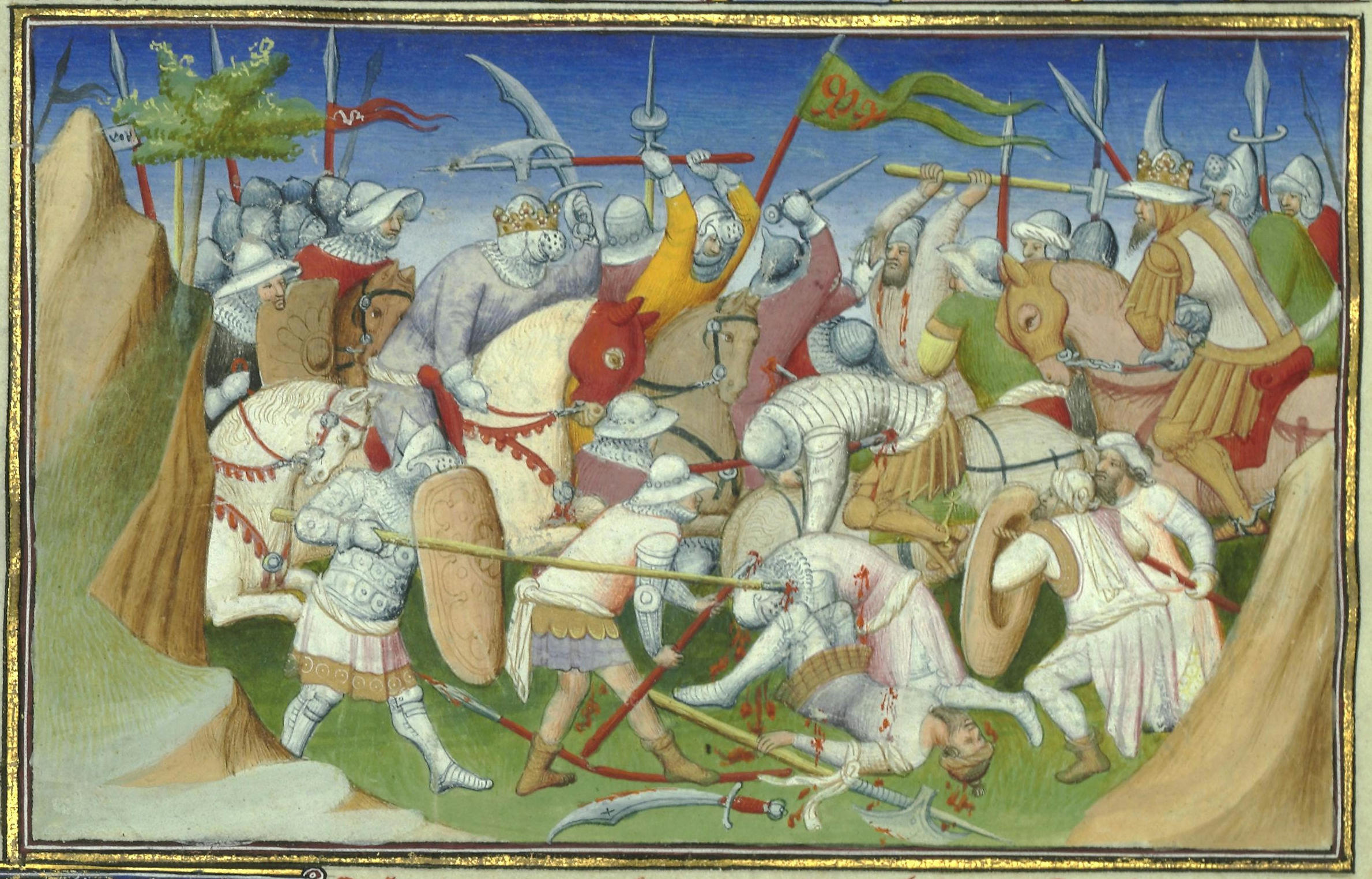
سلطان العدل (يمين) وقواته التي تقاتل الملك ياغبيا سيون ورجاله.

في عام 1529، هزمت قوات الإمام أحمد العدلية وحدة إثيوبية كبيرة في معركة شيمبرا كور . وجاء النصر بتكلفة باهظة لكنه عزز معنويات قوات «العدل» ، وقدم دليلًا على أنهم قادرون على مواجهة الجيش الإثيوبي الكبير.
الانتصارات التي أعطت أتباع الإمام أحمد اليد العليا جاءت في 1531. الأول كان في أنتيكيا، حيث أصاب الجنود الإثيوبيون نيران المدفع في بداية المعركة. والثاني كان في 28 أكتوبر في أمبا سيل، عندما هزمت القوات الإمامية ليس فقط بل فرقت الجيش الإثيوبي واستولت على عناصر من المقتنيات الإمبراطورية. سمحت هذه الانتصارات للجيش بدخول المرتفعات الإثيوبية، تم نهب البلاد من قبل قوات أحمد، التي دمرت العديد من الآثار المسيحية وقمعت الأمهرة والتيغري غير المسلمين.
توفي داويت الثاني في عام 1540 وأسر قوات الإمام أحمد وريثه؛ لم تكن الإمبراطورة قادرة على الرد لأنها كانت محاصرة في العاصمة. في عام 1542، تمكن المقاتلون الإثيوبيون من هزيمة الجيش بمساعدة البحرية البرتغالية، التي أحضرت 400 من الفرسان بقيادة كريستوفاو دا غاما عبر مصوع، وهو ميناء في مملكة مدري بحري الإريترية، وهو ميناء مهم اليوم في إريتريا الحالية. وكان 500 من الفرسان بقيادة يشاق بحر نيجاش ملك مدري بحري. ياشاق لم يمد البرتغاليين فقط بالمؤن والأماكن التي يعسكرون بها في مملكته، بل وأيضاً معلومات حول الأرض.ولكن رغم هذا الدعم البرتغالي فقد تمكنت قوات الإمام أحمد من الانتصار بمعركة وفلة والتي تمكنوا فيها من أسر كريستوفاو دا غاما وتنفيذ حكم الإعدام بحقه. انضم بعدها بحر نيجاش أيضًا إلى الإمبراطور جيلاوديووس والبرتغاليين في معركة واينا داغا الحاسمة، حيث قُتل الإمام أحمد وتشتتت قواته. عززت القوة الإثيوبية/ البرتغالية انتصارها من خلال نصب كمين وتدمير قوة ثانية كانت تحت قيادة أحد رجال الإمام. وهذا حول كفة الحرب في جميع أنحاء. وتم إجبار الجيش الباقي على الانسحاب من إثيوبيا، تاركًا المملكتين ضعيفتين للغاية.

## بعد
جادل محمد حسن بشكل معقول أنه نظرًا لأن المشاركين في هذا الصراع أضعفوا بعضهم بعضًا بشدة، فقد أتاح هذا الفرصة لشعب أورومو للهجرة إلى الأراضي الواقعة جنوب أبيي شرقًا إلى هارار وإقامة مناطق جديدة.